# Vitstjärtad mulmstyltfluga
Vitstjärtad mulmstyltfluga (Systenus leucurus) är en tvåvingeart som beskrevs av Friedrich Hermann Loew 1859. Vitstjärtad mulmstyltfluga ingår i släktet Systenus och familjen styltflugor. Enligt den svenska rödlistan är arten nära hotad i Sverige. Arten förekommer i Götaland och Svealand. Artens livsmiljö är skogslandskap. Inga underarter finns listade i Catalogue of Life.